# Emily Brydon
Emily Brydon (ur. 27 kwietnia 1980 w Fernie) – kanadyjska narciarka alpejska, dwukrotna medalistka mistrzostw świata juniorek.

## Kariera
Po raz pierwszy na arenie międzynarodowej pojawiła się 20 listopada 1995 roku w Mt. Norquay, gdzie w zawodach FIS Race zajęła 21. miejsce w slalomie. W 1998 roku wystartowała na mistrzostwach świata juniorów w Megève, gdzie jej najlepszym wynikiem było piąte miejsce w zjeździe. Jeszcze dwukrotnie startowała na imprezach tego cyklu, największe sukcesy osiągając podczas mistrzostw świata juniorów w Quebecu w 2000 roku, zdobywając złoty medal w kombinacji i srebrny w slalomie.
W zawodach Pucharu Świata zadebiutowała 27 listopada 1998 roku w Lake Louise, zajmując 44. miejsce w zjeździe. Pierwsze pucharowe punkty wywalczyła równo rok później, 27 listopada 1999 roku w tej samej miejscowości, zajmując 30. miejsce w zjeździe. Na podium zawodów PŚ po raz pierwszy stanęła 16 grudnia 2000 roku w Sankt Moritz, kończąc zjazd na trzeciej pozycji. W zawodach tych wyprzedziły ją jedynie dwie Austriaczki: Brigitte Obermoser i Renate Götschl. Łącznie dziewięć razy stawała na podium, odnosząc jedno zwycięstwo: 3 lutego 2008 roku w Sankt Moritz wygrała supergiganta. Najlepsze wyniki osiągnęła w sezonie 2007/2008, kiedy to w klasyfikacji generalnej zajęła czternaste miejsce, a w klasyfikacji supergiganta była piąta. Ponadto w sezonie 2004/2005 była trzecia w klasyfikacji kombinacji.
W 2002 roku wystartowała na igrzyskach olimpijskich w Salt Lake City, gdzie zajęła 27. miejsce w slalomie i 38. miejsce w gigancie. Na rozgrywanych cztery lata później igrzyskach w Turynie jej najlepszym wynikiem było dziewiąte miejsce w supergigancie. Brała również udział w igrzyskach olimpijskich w Vancouver w 2010 roku, zajmując czternaste miejsce w kombinacji i szesnaste w zjeździe. Była też między innymi siódma w kombinacji podczas mistrzostw świata w St. Anton w 2001 roku.
19 marca 2010 roku zakończyła karierę.

## Osiągnięcia

### Igrzyska olimpijskie
| Miejsce | Dzień     | Rok  | Miejscowość    | Konkurencja     | Czas biegu | Strata | Zwyciężczyni         |
| ------- | --------- | ---- | -------------- | --------------- | ---------- | ------ | -------------------- |
| 27.     | 20 lutego | 2002 | Salt Lake City | Slalom          | 1:46,10    | +12,09 | Janica Kostelić      |
| 38.     | 22 lutego | 2002 | Salt Lake City | Gigant          | 2:30,01    | +10,61 | Janica Kostelić      |
| 20.     | 15 lutego | 2006 | Turyn          | Zjazd           | 1:56,49    | +2,48  | Michaela Dorfmeister |
| 13.     | 18 lutego | 2006 | Turyn          | Kombinacja      | 2:51,08    | +5,43  | Janica Kostelić      |
| 9.      | 20 lutego | 2006 | Turyn          | Supergigant     | 1:32,47    | +1,03  | Michaela Dorfmeister |
| 16.     | 17 lutego | 2010 | Vancouver      | Zjazd           | 1:44,19    | +3,69  | Lindsey Vonn         |
| 14.     | 18 lutego | 2010 | Vancouver      | Superkombinacja | 2:09,14    | +3,62  | Maria Riesch         |
| DNF     | 20 lutego | 2010 | Vancouver      | Supergigant     | 1:20,14    | -      | Andrea Fischbacher   |

### Mistrzostwa świata
| Miejsce | Dzień       | Rok  | Miejscowość  | Konkurencja     | Czas biegu | Strata | Zwyciężczyni         |
| ------- | ----------- | ---- | ------------ | --------------- | ---------- | ------ | -------------------- |
| 12.     | 29 stycznia | 2001 | St. Anton    | Supergigant     | 1:23,44    | +0,72  | Régine Cavagnoud     |
| 7.      | 2 lutego    | 2001 | St. Anton    | Kombinacja      | 2:55,65    | +6,00  | Martina Ertl         |
| DNF     | 6 lutego    | 2001 | St. Anton    | Zjazd           | 1:36,20    | -      | Michaela Dorfmeister |
| 23.     | 3 lutego    | 2003 | Sankt Moritz | Supergigant     | 1:27,48    | +2,11  | Michaela Dorfmeister |
| 18.     | 9 lutego    | 2003 | Sankt Moritz | Zjazd           | 1:34,30    | +1,02  | Mélanie Turgeon      |
| 11.     | 10 lutego   | 2003 | Sankt Moritz | Kombinacja      | 2:41,63    | +4,21  | Janica Kostelić      |
| 24.     | 13 lutego   | 2003 | Sankt Moritz | Gigant          | 2:30,97    | +5,60  | Anja Pärson          |
| 20.     | 15 lutego   | 2003 | Sankt Moritz | Slalom          | 1:39,55    | +2,83  | Janica Kostelić      |
| 21.     | 30 stycznia | 2005 | Bormio       | Supergigant     | 1:17,64    | +1,98  | Anja Pärson          |
| 13.     | 4 lutego    | 2005 | Bormio       | Kombinacja      | 2:53,70    | +5,81  | Janica Kostelić      |
| 11.     | 6 lutego    | 2005 | Bormio       | Zjazd           | 1:39,90    | +1,69  | Janica Kostelić      |
| 13.     | 6 lutego    | 2007 | Åre          | Supergigant     | 1:18,85    | +1,80  | Anja Pärson          |
| 10.     | 9 lutego    | 2007 | Åre          | Superkombinacja | 1:57,69    | +3,17  | Anja Pärson          |
| 24.     | 11 lutego   | 2007 | Åre          | Zjazd           | 1:26,89    | +2,21  | Anja Pärson          |
| 34.     | 16 lutego   | 2007 | Åre          | Slalom          | 1:43,91    | +7,47  | Šárka Záhrobská      |
| 13.     | 3 lutego    | 2009 | Val d’Isère  | Supergigant     | 1:20,73    | +2,22  | Lindsey Vonn         |
| DNF1    | 6 lutego    | 2009 | Val d’Isère  | Superkombinacja | 2:20,13    | -      | Kathrin Zettel       |
| 11.     | 9 lutego    | 2009 | Val d’Isère  | Zjazd           | 1:30,31    | +2,13  | Lindsey Vonn         |

### Mistrzostwa świata juniorów
| Miejsce | Dzień     | Rok  | Miejscowość | Konkurencja | Czas biegu | Strata | Zwyciężczyni         |
| ------- | --------- | ---- | ----------- | ----------- | ---------- | ------ | -------------------- |
| 5.      | 26 lutego | 1998 | Megève      | Zjazd       | 1:24,41    | +0,57  | Martina Lechner      |
| 14.     | 27 lutego | 1998 | Megève      | Supergigant | 1:06,08    | +1,38  | Martina Lechner      |
| 19.     | 28 lutego | 1998 | Megève      | Slalom      | 1:26,48    | +4,28  | Stefanie Wolf        |
| 24.     | 1 marca   | 1998 | Megève      | Gigant      | 1:54,35    | +4,16  | Anja Pärson          |
| 15.     | 9 marca   | 1999 | Pra Loup    | Slalom      | 1:46,62    | +4,00  | Anja Pärson          |
| DNF2    | 10 marca  | 1999 | Pra Loup    | Gigant      | 1:53,82    | -      | Denise Karbon        |
| 22.     | 13 marca  | 1999 | Pra Loup    | Zjazd       | 1:11,09    | +1,76  | Kerstin Reisenhofer  |
| 11.     | 14 marca  | 1999 | Pra Loup    | Supergigant | 1:14,06    | +1,67  | Karin Blaser         |
| 7.      | 21 lutego | 2000 | Quebec      | Zjazd       | 1:13,47    | +0,60  | Fränzi Aufdenblatten |
| 6.      | 22 lutego | 2000 | Quebec      | Supergigant | 1:18,79    | +1,02  | Kathrin Wilhelm      |
| 8.      | 25 lutego | 2000 | Quebec      | Gigant      | 1:55,08    | +2,66  | Anja Pärson          |
| 2.      | 26 lutego | 2000 | Quebec      | Slalom      | 1:50,79    | 0,55   | Anja Pärson          |
| 1.      | 26 lutego | 2000 | Quebec      | Kombinacja  | 32,13 pkt  | -      | -                    |

### Puchar Świata

#### Miejsca w klasyfikacji generalnej
- sezon 1999/2000: 95.
- sezon 2000/2001: 34.
- sezon 2002/2003: 64.
- sezon 2003/2004: 27.
- sezon 2004/2005: 20.
- sezon 2005/2006: 40.
- sezon 2006/2007: 16.
- sezon 2007/2008: 14.
- sezon 2008/2009: 29.
- sezon 2009/2010: 20.

#### Miejsca na podium w zawodach chronologicznie
1. Sankt Moritz – 16 grudnia 2000 (zjazd) – 3. miejsce
2. San Sicario – 27 lutego 2005 (kombinacja) – 3. miejsce
3. Val d’Isère – 18 grudnia 2005 (supergigant) – 3. miejsce
4. Tarvisio – 3 marca 2007 (zjazd) – 3. miejsce
5. Sankt Moritz – 16 grudnia 2007 (supergigant) – 2. miejsce
6. Cortina d’Ampezzo – 19 stycznia 2008 (zjazd) – 3. miejsce
7. Sankt Moritz – 3 lutego 2008 (supergigant) – 1. miejsce
8. Lake Louise – 4 grudnia 2009 (zjazd) – 2. miejsce
9. Lake Louise – 5 grudnia 2009 (zjazd) – 3. miejsce